# ヒダノ修一
ヒダノ 修一（ヒダノ しゅういち、1969年8月26日 -）は、日本の音楽家。血液型はAB型。神奈川県横浜市出身（北海道生まれ）。

## プロフィール
幼少の頃よりピアノをはじめ、10歳で打楽器をはじめる。後にクラシック打楽器を岡田知之、有賀誠門、永曽重光の各師に、長唄囃子を藤舎せい子に師事、同時にアフリカ音楽・アラブ音楽・インド音楽など世界各地の民族音楽を学ぶ。高校卒業後の1988年に生まれて初めて太鼓音楽を目の当たりにし即座に「太鼓で生きる！」と決め、1989年に『佐渡国・鼓童』研修生として太鼓演奏技術を修得し、1990年にソロ太鼓奏者としてプロデビュー。1999年の空前の和楽器ブームの礎を築いた1人。スティーヴィー・ワンダーや ハービー・ハンコックやシーラE.、マーカス・ミラーほか世界最高峰アーティストと多数共演。あらゆる音楽やエンタメと「伝統的な太鼓」を融合させ、常に新しいジャンルの創造を繰り返し「縦横無尽なチャレンジ精神」により不可能を限りなく可能にしてきた。まさに21世紀の太鼓史に残る偉業を数多く成し遂げた「道なき道を切り開く」パイオニアの１人である。
2003年、ビクターエンタテインメントよりメジャー・デビュー。これまでに3300回以上の公演を行い、海外ツアーは世界41か国で300回を数える。180を超える国際的な式典・日本政府主催事業・国際スポーツ式典等に出演。2013年「世界一の太鼓演奏技術を持つ人」に選ばれる。あらゆるジャンルに精通しており、革新的な中にも伝統の空気感を忘れない熟練のパフォーマンススタイルが持ち味。「共演経験のないジャンルを探す方が困難」と言われるほど経験と知識が豊富。楽器開発や革新的な演奏法、独自の音楽ビジネススタイルは次世代に多大な影響を与え、21世紀の太鼓界の発展に貢献している。米国のドラム・メーカー（REMO社、Zildjian社、Gibraltar社）各社と日本人太鼓奏者として初の国際アーティスト契約を結んでいる。
神奈川文化賞未来賞、横浜文化賞奨励賞、JC人間力大賞を受賞。。ヒダノがプロデュース・出演した2005年「愛知万博（愛・地球博）」の公式映像が、2016年に国の重要なアーカイブとして国立国会図書館に収蔵された。2006年度より全国の中学生の音楽の教科書（教育芸術社刊）の執筆・編集を担当し、自作曲も掲載されている。横浜文化賞奨励賞（2001年）神奈川文化賞未来賞（2002年）日本青年会議所JC主催・人間力大賞（2004年）、他を受賞。
2010年、スティーヴィー・ワンダーのアジア・ツアーに参加。
2011年、南アフリカ・中南米・LAのツアーに参加。
2012年7月 - 8月、サッカー【FIFA U-20 Women's World Cup Japan】公式開会式（宮城スタジアム）に出演した（閉会イベントの音楽監督も担当、東京・国立競技場）。
2013年春【世界一の太鼓演奏技術を持つ人】に選ばれ、大阪で開催された《THE 世界一展》にてトークショーを行う。
2013年秋発売予定の【太鼓の達人 × ももいろクローバーZ】のコラボ企画のレコーディングに全面的に参加し、ももクロ史上最大の日産スタジアム公演にゲスト参加した（以後は国内外で毎年共演を続けている）。
2014年4月、UNESCO（国際連合教育科学文化機関）が主催し大阪城で開催された【International Jazz Day／Global Concert Osaka 2014】に、JAZZピアニスト《Herbie Hancock All Star Band》のメンバーとして参加。Wayne Shorter(sax)、Marcus Miller(B)、Dionne Warwic(vo)、Lalah Hathaway(vo)、John Scofield＆Earl Klugh(G)、Esperanza Spalding(B&vo)、Jonathan Butler(G&vo)、Terri Lyne Carrington(dr)、Sheila E & Pete Escovedo(perc)ら他のアーティスト達と共演し、世界190か国、南極大陸や宇宙基地も繋ぎ、10数億人が生中継を楽しんだ。
2015年11月【日本・中米諸国 外交樹立80年記念】の一環で、ヒダノ修一with太鼓マスターズ・中米5か国ツアーを行う。特にグアテマラ共和国の大統領府で開催された記念式典演奏は、副大統領らに高い評価を得た。
2015年11月 - 12月開催の【ARASHI LIVE TOUR 2015 Japonism】全国5大ドームツアーに、和楽器隊「小山ヒダノ社中」として参加し、全34公演・約97万人に和楽器の魅力を伝えた。
2016年2月、日本政府の要請でウィーンのIAEA（国際原子力機関）主催の舞踏会オープングセレモニーを担当。由緒あるホーフブルグ城での27年の歴史上初の太鼓パフォーマンスは、世界100か国以上の4500人のVIPや政府関係者に「衝撃的で忘れられないパフォーマンス」と絶賛された。
2016年4月 - 8月、【ARASHI Japonism Show in ARENA】に和楽器隊「小山ヒダノ社中」として全面的に参加。
2016年8月、ケニアで開催の【第6回 アフリカ会議（TICAD Ⅵ）】会期中の行われた内閣総理大臣主催晩餐会に日本政府の派遣で主演、安倍内閣総理大臣やケニア大統領をはじめアフリカ大陸35か国の大統領らが整列する前で、日本国家斉唱のかわりに開会演奏を行った。
2017年1月、T.M.Revolutionへの大太鼓指導・振付演出を担当し、20周年ツアー『T.M.R LIVE REVOLUTION '16〜'17〜Route 20〜』の最終日「日本武道館公演」をサポートする。
2017年9月、韓国・済州島で開催された日本・中国・韓国の3か国合同による東アジア文化都市交流イベントに日本代表として出演。
2018年11月、世界最高峰のチベット仏教指導者ダライ・ラマ法王14世の来日を記念した御前演奏の音楽監督を務め、法王に名指しで昼食会に招かれお褒めの言葉を貰う。
2018年7月 - 9月、上地雄輔『遊助祭2018「和」〜あの・・わ なんですケド。〜』全国ツアーのために、大太鼓などを作曲振付・演出・指導を行った。
2018年2月、ももいろクローバーZをゲストに迎えたヒダノ修一BANDが、NHKワールドTVの人気番組『J-MELO』でライブを行い、世界130か国で放送された。
2019年3月、日本・ロシア国際友好イベント（モスクワ）にヒダノ修一スーパー太鼓トリオが出演。
2019年6月発売の嵐のベスト・アルバム『5×20 All the BEST!! 1999-2019』DVDにヒダノが参加した映像が収録された。
2019年9月、イタリア・ミラノで開催された太鼓フェスティバルにゲスト参加。
2020年8月、NHK総合テレビ『シブヤノオト』にWANIMAと共に出演。「ももクロ夏のバカ騒ぎ2020・配信先からこんにちは」 に唯一のミュージシャンとしてゲスト出演した。
2020年9月、中日友好会館主催「中国文化之日・特別コンサート」で二胡奏者のウェイウェイ・ウーと共に出演し、中国全土に配信も行い驚異的な視聴回数を記録
2021年2月、早乙女太一プロデュースの映像作品「祈り人」に参加（監督：松田美由紀）。
2021年8月、世界的な「太鼓芸能集団 鼓童」主催の「アース・セレブレーション2021配信」に外部の太鼓奏者として初めてゲスト参加し、世界中の視聴者から高い評価を得た。
2022年7月、WEST.に太鼓曲「七星」を提供、初ドームツアーに振付指導として同行。
2022年12月、コロナで延期していた「ソロ太鼓デビュー30周年記念ライブ at クラブチッタ川崎」を開催、大黒摩季、高城れに（ももクロ）、Marty Friedman、ミッキー吉野、ほか大物ゲストを迎えて大成功を収めた。
2023年2月、17年間活動してきた「ヒダノ修一with太鼓マスターズ」解散。5月、大黒摩季30th記念全国ツアーファイナルにゲスト出演（東京ガーデンシアター）。
2024年3月、ヒダノが発起人となり芸能界で活躍する同期生を集めた新バンド「6970's」を結成。大黒摩季、真矢（LUNA SEA）、高橋和也（男闘呼組）、原田喧太、堀江博久（コーネリアス）の豪華メンバーで日本最高峰ジャズクラブ「ブルーノート東京」でデビュー。発売2日で完売するなど話題となった。10月にはクラブチッタ川崎2daysも開催。

## 主なプロデュース・音楽監督作品・演出イベント等
- 1996年：『THE WTO CLOSING SHOW』（シンガポール）
- 1998年：サッカー1998 FIFAワールドカップ閉会式（フランス）
- 2000年：ハノーヴァー万国博覧会2000 ジャパンデー公式催事（ドイツ）
- 2001年
  - YOSAKOIソーラン祭り10周年イベント／札幌ドーム・オープニング記念（札幌）
  - 『飛騨世界生活文化センター・オープニング』（岐阜）
  - 『横浜トリエンナーレ・オープニング〜ヒダノ修一"一期一会"コンサート』（横浜）
- 2004年
  - 『第99回・民俗芸能公演／日本の太鼓“打つ、叩く、跳ぶ”』 （東京）
  - 『第3回・アジア舞台芸術祭 in ハノイ』 （ベトナム）
- 2005年
  - 愛知万博『日本政府出展事業 日本館イベント』
  - 『EARTH RHYTHM』（長崎ハウステンボス）
- 2007年
  - 『松本市制100周年記念／日本のまつり in 松本』 （長野）
  - 『2007日中文化・スポーツ交流年 JAPAN WEEK 2007 in 上海』（中国）
- 2008年：『第一回・『野口英世アフリカ賞』授賞式、および記念晩餐会』 （横浜）
- 2009年
  - 『横浜開港150年・祝祭コンサート』横浜みなとみらいホール大ホール（横浜）
  - 『福島県・南会津太鼓まつり2009』 （福島）
  - 『ヒダノ修一太鼓生活20周年記念コンサート・未来の太鼓』 （横浜）
- 2010年：『ヒダノ修一with太鼓マスターズ・MEGA太鼓祭2010コンサート』 （東京芸術劇場大ホール）
- 2011年
  - 『Super TAIKO Concert 2011』 （ロサンゼルス）
  - 『築地本願寺・クラスター爆弾廃絶!オスロ条約発効1周年記念コンサート』 （東京）
- 2012年
  - 『日中国交正常化40周年記念イベント』 （北京）
  - 『サッカー【FIFA U-20 Women's World Cup Japan】公式開会式および閉会イベントのプロデュース』 （国立競技場、宮城スタジアム）
  - 『国際交流基金主催・ヒダノ修一アフリカ3ヶ国ツアー』 （ケニア・ウガンダ・ルワンダ）
- 2013年
  - 『外務省派遣・ASEAN40周年記念公演』 （ラオス人民民主共和国）
  - 『第5回・TICAD Vアフリカ開発会議記念コンサート』 （横浜）
- 2014年
  - 『韓日文化交流委員会コンサート』（韓国ソウル国立劇場）
  - 『ももクロ夏のバカ騒ぎ2014 日産スタジアム大会〜桃神祭〜（日産スタジアム）』
    - ヒダノがリーダーの19人の和楽器隊を結成し監修（横浜）

  - 『三國清三受賞記念パーティー』鉄人シェフ達が太鼓パフォーマンスを行い構成・演出を担当（東京）
- 2015年
  - 『Ultimate Dance Entertainment Show／FINAL LEGEND』日本一のダンス祭典のコラボ企画を監修（横浜）
  - JTB『贅沢で上質な旅／夢の休日〜北陸の話題スポットと名旅館に泊まる3日間』のツアー企画内容を監修（石川）
  - 『第9回UIC世界高速鉄道会議ガラディナー』世界各国からの出席者へのエンタメをヒダノが総合プロデュース（東京）
  - 『日韓国交正常化50周年記念（日韓おまつり）特別コンサート』両国政府が主催する記念イベントの日本側の監修（韓国）
- 2016年
  - 『T.M.R LIVE REVOLUTION '16〜'17〜Route 20〜』西川貴教への大太鼓指導、振付演出を担当（全国各地）
  - 『あいちトリエンナーレ2016 』世界的なアートの祭典トリエンナーレの閉会イベントの総合音楽監督を担当（愛知）
  - 『レクサス／BUSINESS MEETING」両国国技館で開催された各国からの出席者に向けた式典の音楽監督を担当（東京）
  - 『ももいろクローバーZ・アメリカ横断ウルトラライブ」米国ツアーに唯一のミュージシャンとして参加、振付等を担当（アメリカ）
- 2017年
  - 『いけばな草月流・創流90年祭』記念イベントで、皇室関係者臨席の中で音楽監督として壮大な舞台を制作（千葉）
  - 民音主催『アースリズム2017〜地球を叩こう!〜』5か国の打楽器奏者を中心に壮大な音楽企画をプロデュース。全国7か所の大ホールツアーを行う。
- 2018年
  - 『MEGA太鼓祭 2018〜熱きオトコマエ大集合〜』ヒダノがプロデュースし首都圏で活躍するイケメン太鼓奏者を集めて期間限定ツアーを開催
  - 『JCI-ASPAC 鹿児島』アジア35か国から集まった5000人の若きリーダー達の祭典。秋篠宮・同妃臨席の開会式の音楽監督を担当（鹿児島）
  - 『北海道命名150年』北海道庁の依頼で開会式の監修および重要なポジションを担当（北海道）
- 2019年
  - 『1year to Go!!フェスティバル〜東京2020 開催まであと1年!〜』横浜スタジアムで開催された横浜市主催イベントの閉会式を監修（横浜）
  - 『神話を奏でる〜大山一夜祭（大山阿夫利神社・能楽堂）』神奈川県主催イベントを、玉井詩織を迎えて開催し総合音楽監督を担当（神奈川）
- 2020年
  - 『スーパー太鼓センセーション in 久留米」太鼓・アイドル・ダンスによるコラボ企画を総合プロデュース（福岡）
  - 『ももいろクローバーZ 和楽器カバー集』の総合プロデュースと全編曲を担当。

## ディスコグラフィ

### DVD
- 2011年9月10日：『降臨〜21世紀の太鼓シーンは、ここからはじまった』ヒダノ修一（太鼓）、John"JR"Robinson（Drums）、ジェニファー・バトゥン（Guitar）、Hussain Jiffly（Bass）、Chalo Eduardo（Perc.）、Kevin Kmetz（津軽三味線）、RON×II（タップダンス）、今福優、林田ひろゆき、佐藤健作、新垣千里、新垣史乃、高田淳、山本綾乃（以上、太鼓）
- 2013年7月27日：『Don Fun Super Session!!』ヒダノ修一（太鼓、Perc.）、梅津和時（Sax）、佐山雅弘（Pf）、鳴瀬喜博（Bass）、仙波清彦（Dr.、Perc.）、マーティ・フリードマン（G）
- 2019年5月27日：『MEGA太鼓祭 2019 完結篇』ヒダノ修一（プロデュース）、和太鼓パフォーマー無限、和太鼓グループ 彩-sai-、打音s TOP

### アルバム
- 1992年：カセットテープ『ぬらりひょん』
  - ヒダノ修一（太鼓、鳴り物）、大由鬼山（尺八）、さがゆき（ボーカル、Perc.）
- 1996年：CD『DIZZY〜めまい〜』
  - ヒダノ修一（太鼓、鳴り物）、土井啓輔（尺八）、木乃下真市（津軽三味線）、早川岳晴（Bass）
- 1998年：『たたいてなんぼ!〜Drumthrob!〜』
  - ヒダノ修一（太鼓、Perc.）、土井啓輔（尺八）、木乃下真市（津軽三味線）、早川岳晴（Bass）、林田博幸（太鼓）、佐藤健作（太鼓）ゲスト：仙波清彦（Perc.）、東原力哉（Dr.）
- 2001年：CD『HAKUNA MATATA』
  - ヒダノ修一（太鼓、Perc.）、井上堯之（Guitar）、江川ほーじん（Bass）、久米大作（シンセサイザー）、神保彰（Dr.）、高木潤一（フラメンコ・ギター）、高橋ゲタ夫（Bass）、谷川賢作（ピアノ）、土井啓輔（尺八）、鳴瀬喜博（Bass）、野呂一生（ギター）、長谷川友二（Guitar）、八木のぶお（ハーモニカ）、横山達治（Perc.）
- 2002年6月：CD『BRIDGE／ヒダじんぼ』
  - ヒダノ修一（太鼓、Perc.）、神保彰（ドラムス、DTXTREMEドラムトリガーシステム）
- 2003年12月15日：CD『TAIKO Drumming』
  - ヒダノ修一（太鼓、Perc.）、ミッキー吉野（キーボード・Pf）、ジェニファー・バトゥン（Guitar）、島田歌穂（Vo.）
- 2006年3月7日：CD『TRUST／ヒダノ修一&土井啓輔』
  - ヒダノ修一（太鼓、Perc.）、土井啓輔（尺八）、井上堯之（ギター）、佐山雅弘（Pf）
- 2008年1月12日：CD『TRUST2 Live at Dolphy』
  - ヒダノ修一（太鼓、Perc.）、土井啓輔（尺八）、佐山雅弘（Pf）
- 2009年7月3日：CD『We, Us／EnTRANS』
  - ヒダノ修一（太鼓、Vo.）、井上堯之（Guitar、Vo.）、ミッキー吉野（Key、Vo.）、鳴瀬喜博（Bass、Vo.） 、八木のぶお（ハーモニカ、Vo.）、浅野孝巳（Guitar）、John”JR”Robinson（Dr.）
- 2016年10月14日：CD『Be Our Guest!!!!』
  - ヒダノ修一（太鼓、Vo.）、ミッキー吉野（Key、Vo.）、鳴瀬喜博（Bass、Vo.） 、八木のぶお（ハーモニカ、Vo.）

## ライブ・ツアー・レコーディング・ゲスト参加・振付指導したアーティスト
- 嵐
- Earl Klugh
- Andy Narell
- 有馬徹とノーチェ・クバーナ
- 鮎川誠
- 青木智仁
- 浅倉大介
- Akiko Grace
- 秋本奈緒美
- 上妻宏光
- AUN Jクラシックオーケストラ
- 和泉元彌
- 市原悦子
- 泉澤祐希
- 石川直
- IKUO
- 井上堯之
- 井上陽水
- 伊藤多喜雄
- 板橋文夫
- 猪俣猛
- THE 家元
- 一噌幸弘（能楽師）
- 内田裕也
- 宇宙人（台湾）
- ウェイン・ショーター
- 梅津和時
- Wei Wei Wuu
- EPO
- 江川ほーじん
- エディ藩
- 大黒摩季
- 大野一雄
- 沖仁
- 尾上菊之助
- 大倉正之助
- 織田浩司
- 上地雄輔
- 金子マリ
- 金子ノブアキ
- 金子飛鳥
- 亀渕友香
- 香瑠鼓
- 神崎ゆう子
- 川野直輝
- 北野武
- 金徳珠（韓国サムルノリ）
- 北原照久
- 杵屋勝四郎
- 木乃下真市
- 久米大作
- ゴダイゴ
- 後藤威尊（INI）
- 小室等
- 小池栄子
- 近藤房之助
- 近藤良平&コンドルズ
- 国府弘子
- 是方博邦
- 古今亭志ん輔
- 鼓童
- サーカス
- 早乙女太一
- 坂本冬美
- 坂田おさむ
- 坂田明
- 榊原大
- 坂井宏行
- 櫻井哲夫
- さだまさし
- 佐藤弘道
- 佐山雅弘
- 斉藤ノヴ
- シーナ&ザ・ロケッツ
- シエナ・ウインド・オーケストラ
- Shiho
- 島田歌穂
- 島健
- 神保彰
- 上々颱風
- 庄野真代
- 女子十二楽坊
- Singapore National Chinese Orchestra
- WEST.
- ジェニファー・バトゥン
- ジョン・スコフィールド
- ジョナサン・バトラー
- John "JR" Robinson
- ショー・コスギ
- シーラ・E
- ジョー山中
- 真矢
- スティーヴィー・ワンダー
- 鈴木宏昌
- Steve Turre
- 杉田あきひろ
- 瀬木貴将
- 世良公則
- ゼノン石川
- タモリ
- DAITA
- 種ともこ
- 武部聡志
- 高田純次
- 高橋ゲタ夫
- 高橋和也
- 武田双雲
- たけし軍団
- Char
- CHAKA
- TUBE
- 津村禮次郎
- ディオンヌ・ワーウィック
- デーモン閣下
- Def Tech
- チェ・ジョンシル
- 天童よしみ
- 寺井尚子
- 勅使河原茜（いけばな草月流家元）
- テリ・リン・キャリントン
- 東儀秀樹
- 堂本光一
- 東京フィルハーモニー交響楽団
- 東京都交響楽団
- 鳥山雄司
- 富岡ヤスヤ
- 徳永暁人
- DouDou Ndiaye Rose
- ナオト・インティライミ
- 夏川りみ
- 中本賢
- 鳴瀬喜博
- 西川貴教（T.M.Revolution）
- 新井田耕三
- 野村万之丞
- 野呂一生
- 野力奏一
- 則竹裕之
- ハービー・ハンコック
- 橋爪功
- 張本美和
- 原田喧太
- バカボン鈴木
- 久石譲
- 葉加瀬太郎
- 日野皓正
- 日野元彦
- 日野賢二
- 樋口晶之
- HIDEBOH
- 日出克
- BIG HORNS BEE
- 東原力哉
- Pete Escovedo
- フラワー・トラベリン・バンド
- 福原美穂
- 藤原道山
- 黄豆豆（中国人ダンス）
- 藤間蘭黄（日本舞踊）
- 古澤良治郎
- 藤岡弘、
- ペッカー
- ペーター・ブロッツマン
- 本多俊之
- 本庄千穂（バトントワリング）
- 本間昭光
- 堀江博久
- マーカス・ミラー
- マーティ・フリードマン
- 巻上公一
- 真琴つばさ
- 松本幸四郎
- 松居慶子
- 三國清三
- ミッキー吉野
- 光田健一
- 三沢またろう
- ムッシュかまやつ
- 向谷実
- 村上ポンタ秀一
- 宗本康兵
- May J.
- ももいろクローバーZ
- もんたよしのり
- 森村献
- 山下洋輔
- 八木のぶお
- 八木勇征（FANTASTICS from EXILE TRIBE）
- 八木将康（劇団EXILE）
- 矢野誠
- ヤヒロトモヒロ
- 山内テツ
- 山形交響楽団
- 山木秀夫
- 山下和大（一輪車）
- 芳野藤丸
- 吉田兄弟
- 横山達治
- RIZE
- Rin'
- レイラ・ハサウェイ
- 六角精児
- ROLLY
- WANIMA
- 渡辺香津美
- 脇屋友詞

## 指導
今までに4000人を超える世界中のアマチュア愛好家をはじめ、多数のプロ太鼓奏者を輩出。堂本光一、T.M.Revolution、ももいろクローバーZ、上地雄輔、ショー・コスギ、たけし軍団、フレンチの三國清三、坂井宏行、中華の鉄人・脇屋友詞シェフら多数の大物に太鼓の魅力を伝え続けている。
2018年10月にオープンした自社スタジオ「ヒダノ太鼓エンターテイメントスタジオ」（www.hidanosutudio.com）で多数のレギュラークラスを受け持つ。
批魅鼓（埼玉）手児奈太鼓（千葉）和太鼓集団 勇舞（神奈川）太鼓集団ふじ（神奈川）の4団体の音楽監督を務め、全国各地で様々なワークショップを開催。
全国の高校生和太鼓選手権では、東京都大会（審査委員長）、神奈川県大会（審査委員長）、山梨県大会（審査委員長）をつとめる。

### 教則本
- 【打てば響く／ヒダノ修一】2004年／YAMAHA MUSIC MEDIA
- 【スーパー太鼓塾 ヒダノ修一とLet's ドンドコ！／ヒダノ修一】2002年／音楽之友社
- 【教育音楽／小学版、中学・高校版】2001年 - 2002年まで連載
- 平成18年度より、全国の中学校・音楽の教科書、器楽の教科書をはじめ、小学校4年生の音楽教科書の執筆・編集を行っている。

### 教則ビデオ、教育用ビデオ
- 【ヒダノ修一の太鼓は最高！】2002年／ YAMAHA MUSIC TRADING
- 【音楽鑑賞教材ビデオ・音楽鑑賞を10倍楽しむ基礎知識／邦楽編】1998年／教育図書、ぜんきょうグループ

### 打楽器アンサンブル曲集
- 【Foolish Guys／ヒダノ修一】2008年／株式会社 コマキ楽器
- 【NEXT GAME／ヒダノ修一】2004年／株式会社 コマキ楽器

## テレビCM出演
- 1994年 - 1995年：ネスカフェ・ボトルコーヒー
- 1999年 - 2000年：北海道国際航空
- 2003年 - 2004年：明治製菓企業CM